# 토토의 천국
토토의 천국(Toto Le Heros, Toto The Hero)은 독일에서 제작된 자코 반 도마엘 감독의 1991년 드라마 영화이다. 미셀 부케 등이 주연으로 출연하였고 대니 게이즈 등이 제작에 참여하였다.

## 출연

### 주연
- 미셀 부케
- 조 드 바커

### 조연
- 토머스 고데
- 기셀라 울렌
- 미레이유 뻬리에
- 샌드린 블랜크
- 피터 볼크
- 디디어 페르니

## 제작진
- 공동제작: 필립페 뒤사르
- 미술: 허버트 푸일
- 의상: 안 두이스
- 의상: 앤 밴 브리